# Santiago Polanco Abreu

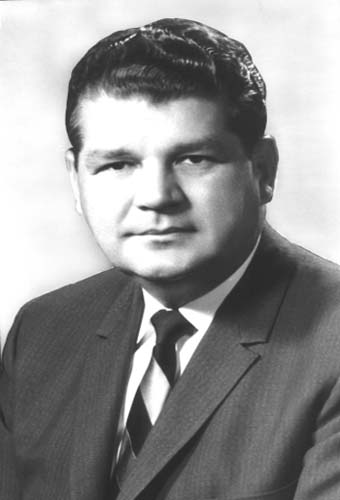
Santiago Polanco Abreu

 Santiago Polanco Abreu  (* 30. Oktober 1920 in Bayamón; † 18. Januar 1988 in San Juan) war ein puerto-ricanischer Politiker. Zwischen 1964 und 1969 vertrat er Puerto Rico als Delegierter (Resident Commissioner) im Repräsentantenhaus der Vereinigten Staaten.

## Werdegang
Santiago Polanco Abreu besuchte die öffentlichen Schulen und die High School in Isabela. Danach studierte er bis 1941 an der Universität von Puerto Rico. Nach einem anschließenden Jurastudium an dieser Universität und seiner 1943 erfolgten Zulassung als Rechtsanwalt begann er in Isabela und San Juan in diesem Beruf zu arbeiten. In den Jahren 1943 und 1944 war er auch juristischer Berater des Finanzgerichtshofs von Puerto Rico. Er war Mitglied der American Bar Association und der Colegio de Abogados de Puerto Rico. Außerdem war er Mitbegründer des Institute for Democratic Studies in San José. Politisch war er Mitglied der Partido Popular Democrático. Zwischen 1949 und 1964 saß er als Abgeordneter im Repräsentantenhaus von Puerto Rico, dessen Präsident er in den Jahren 1963 und 1964 war. In den Jahren 1951 und 1952 gehörte er einem Verfassungskonvent in Puerto Rico an.
Bei den Kongresswahlen des Jahres 1964 wurde Polanco Abreu als nicht stimmberechtigter Delegierter in das US-Repräsentantenhaus in Washington, D.C. gewählt, wo er am 3. Januar 1965 die Nachfolge von Antonio Fernós Isern antrat und der demokratischen Fraktion angehörte. Da er im Jahr 1968 nicht bestätigt wurde, konnte er dieses Mandat nur bis zum 3. Januar 1969 ausüben. Weil die Kongressdelegierten aus Puerto Rico auf vier Jahre gewählt werden, war das für ihn eine Legislaturperiode.
Nach dem Ende seiner Zeit im US-Repräsentantenhaus praktizierte Polanco Abreu wieder als Anwalt. Er starb am 18. Januar 1988 in San Juan und wurde in Isabela beigesetzt.